# Haddzsi Mohammed kán
Haddzsi Mohammed (meghalt 1423 vagy 1427) az Arany Horda kánja. Gyakorlatilag csak a kánság keleti részén uralkodott, az Arany Horda szétesésével ebből a területből alakult meg az Üzbég Kánság.

## Élete
Haddzsi Mohammed sajbánida volt, Dzsingisz kán unokájának, Sajbánnak volt a hetedízigleni leszármazottja. Először 1398-ban említik, amikor Temür Kutlug kán egyik oklevelén feltehetően az ő neve szerepel. Az Arany Hordában ekkoriban a tényleges hatalom Edögej emír kezében volt, aki kedve szerint cserélte a tőle függő, de Dzsingisz-leszármazott kánokat. 1411-ben a trónt a korábban elűzött Toktamis kán fiai szerezték meg és nyolc évig tartó küzdelem kezdődött köztük és Edögej között és a főváros szinte évente cserélt gazdát. 
Miután 1419-ben a Litván Nagyfejedelemség által is támogatott Toktamis-fiú, Kadirberdi elűzte Edögejt és megölte az báburalkodó Dervis kánt, az emír Haddzsi Mohammedet jelölte névleges kánná. A két párt döntő csatája a Jaik-folyónál zajlott, melyben mind Edögej, mind Kadirberdi életét vesztette. A csatában Haddzsi Muhammad is részt vett, és utána Edögej fia Manszur kánná kiáltotta ki. Az újdonsült uralkodó cserébe beglerbégjéve tette Manszurt.      
Bár Haddzsi Mohammed a Dest-i-Kipcsak kánjának nevezte magát, ténylegesen csak a keleti részen volt (korlátozott) hatalma. A nyugati részen három trónkövetelő, Olugh Mohammed, Devlet Berdi és Barak harcolt egymással. Utóbbit Ulugbek timurida szultán is támogatta, aki Timur Lenk és Toktamis esetéhez hasonlóan szerette volna kiterjeszteni befolyását északi szomszédjára. Barak mind a nyugati, mind a keleti részen vereséget szenvedett. Ezután Manszurral szőtt összeesküvést, akivel anyai ágon rokonságban állt és meggyilkolták Haddzsi Mohammedet. Egy másik verzió szerint mind a kán, mind Manszur egyszerre estek el a Barak elleni harcban, és ebben az esetben lehetséges, hogy minderre csak 1427-ben került sor, mivel a források szerint ekkor végezték ki Manszurt.

## Fordítás
- Ez a szócikk részben vagy egészben  a(z)   Хаджи-Мухаммад című orosz Wikipédia-szócikk ezen változatának fordításán alapul.  Az eredeti cikk szerkesztőit annak laptörténete sorolja fel. Ez a jelzés csupán a megfogalmazás eredetét és a szerzői jogokat jelzi, nem szolgál a cikkben szereplő információk forrásmegjelöléseként.